# Ужур

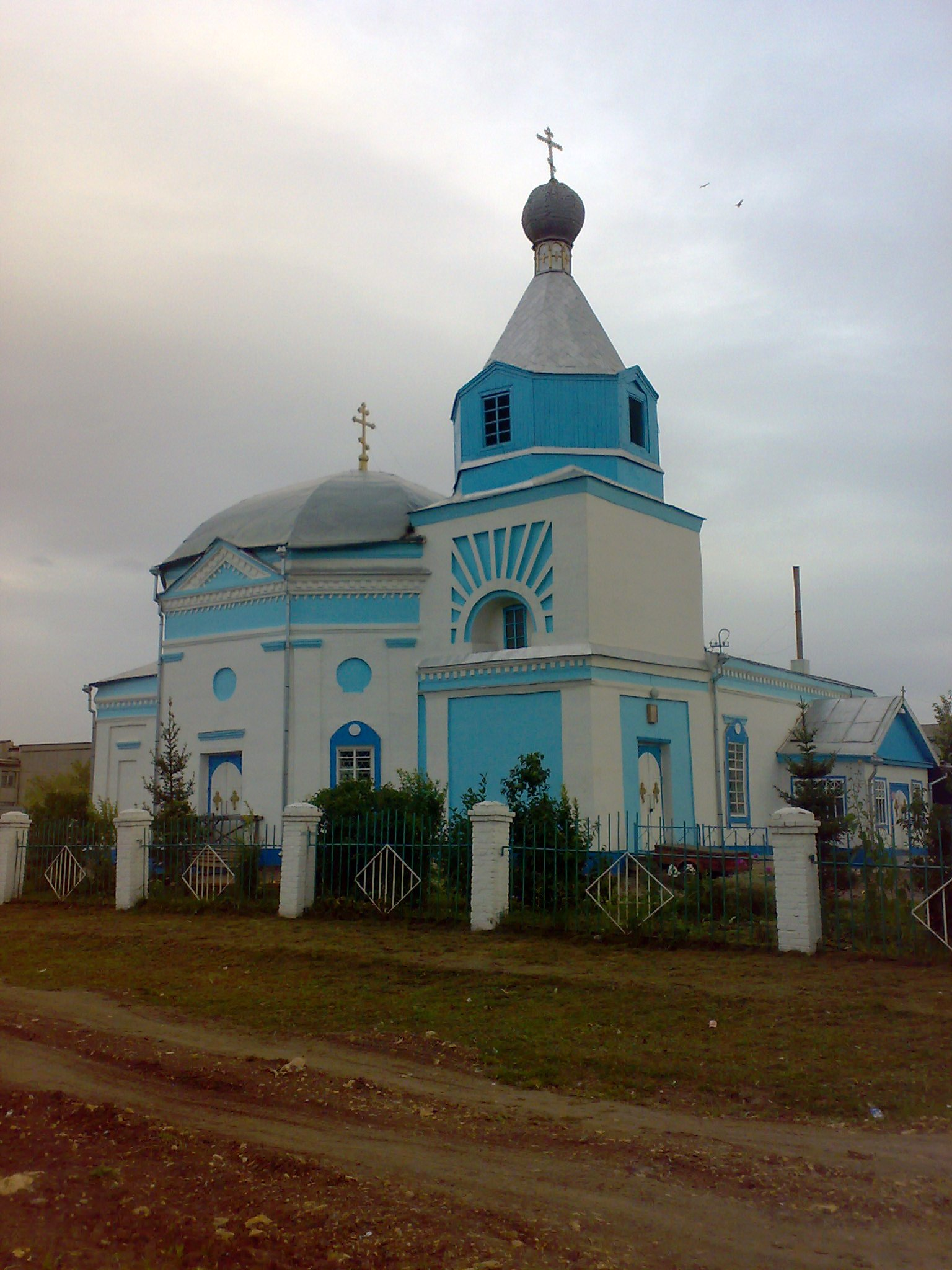
Церковь в Ужуре

Ужу́р — город районного подчинения (с 1953) в России, административный центр Ужурского района Красноярского края.
Образует муниципальное образование со статусом городского поселения город Ужур как единственный населённый пункт в его составе. В рамках административно-территориального устройства соответствует административно-территориальной единице город Ужур районного подчинения.
Смежный с городом, но административно самостоятельный населённый пункт ЗАТО пгт. Солнечный ранее носил название Ужур-4. В нём размещается ракетное соединение 62-я Краснознамённая ракетная дивизия.

## Этимология
Поселение получило своё название по расположению на одноимённой реке Ужур, гидроним же имеет монгольское происхождение, так на бур. и монг. үзүүр — «устье реки».

## География
Город расположен на реках Ужурке и Чернавке, в 295 километрах от краевого центра города Красноярска. Расположен на юге лесостепной Назаровской котловины, в так называемых «Ужурских воротах» между Солгонским кряжем и отрогами Кузнецкого Алатау на Ачинско-Минусинской железной дороге . Расстояние по прямой до Красноярска 201 км.

## История
Название происходит от бурятского «үзүүр» — устье реки. Ранее село Ужур.
Основан в 1760 году, до 1822 года был небольшой деревней (улусом), населённой хакасами. С 1822 года — центр Ужурской волости Ачинского уезда Енисейской губернии. В 1857 году здесь была построена каменная церковь.
В 1922 году в Ужуре проходил военную службу и работал над книгой «В дни поражений и побед» А.Гайдар (Голиков).
17 февраля 1942 года Ужур получил статус рабочего посёлка.
26 июня 2001 года муниципальное образование город Ужур в границах Ужурского района было упразднено.

## Население
| 1939    | 1959    | 1967    | 1970    | 1979    | 1989    |
| ------- | ------- | ------- | ------- | ------- | ------- |
| 14 114  | ↗23 511 | ↗25 000 | ↘24 533 | ↗28 604 | ↘28 376 |
| 1992    | 1996    | 1998    | 2000    | 2001    | 2002    |
| ↗29 100 | ↘20 900 | ↘20 300 | ↘17 800 | ↘17 600 | ↘17 252 |
| 2003    | 2005    | 2006    | 2007    | 2008    | 2009    |
| ↗17 300 | ↘16 500 | ↘16 200 | ↘16 100 | ↘15 900 | ↘15 730 |
| 2010    | 2011    | 2012    | 2013    | 2014    | 2015    |
| ↗16 093 | ↗16 100 | ↘15 839 | ↘15 540 | ↘15 483 | ↗15 538 |
| 2016    | 2017    | 2018    | 2019    | 2020    | 2021    |
| ↗15 566 | ↗15 568 | ↗15 586 | ↘15 563 | ↘15 333 | ↘14 134 |

На 1 января 2024 года по численности населения город находился на 798-м месте из 1119 городов Российской Федерации.

## Местное самоуправление
Ужурский городской совет депутатов. Дата избрания: 13.09.2015. Срок полномочий: 5 лет. Количество депутатов: 15.
Глава муниципального образования
- Кириллов Олег Викторович. Дата избрания: 05.11.2015. Срок полномочий: 5 лет.

## Экономика
Экономический профиль Ужура определяется положением в крупном сельскохозяйственном районе и на железной дороге. В небольшом по численности городе функционирует вагонное и оборотное локомотивное депо. К Ужуру тяготеет обширная территория с высокоразвитым зерновым производством, мясо-молочным скотоводством и овцеводством. Благодаря этому город стал крупным центром по переработке сельскохозяйственного сырья. В Ужуре функционирует около 50 промышленных предприятий всех форм собственности. Монопольная роль принадлежит пищевой промышленности (до 90 % стоимости продукции): молочный завод, хлебокомбинат. Действуют предприятия строительной индустрии.

## Достопримечательности
Церковь во имя первоверховных апостолов Петра и Павла
Построенная в 1824 году и сохранившаяся до наших дней, примечательна как своей архитектурой, так и историей. Первая, деревянная, однопрестольная церковь в Ужуре была построена в 1775 г. по прошению кызыльских князцов на средства Гаврилы Ульчугашева, основателя Ужура и депутата в Уложенную комиссию от «к Томску принадлежащих татар».
Памятник героям Гражданской Войны
Расположен по ул. Ленина, недалеко от здания Администрации. Сооружён в 1960 году. Видимо, установлен на месте братской могилы, на что указывают косвенные признаки. Долгое время памятник был «безымянным» и лишь в 2013 году к 60-летию города были установлены мемориальные плиты с именами погибших.
Сквер Воинской Славы
Между памятником героям гражданской войны и Петропавловской церковью — Сквер воинской славы, в котором установлена мемориальная плита ужурцам, погибшим в локальных войнах. Клумба в форме звезды, не портящая картину, все остальное: плиты, бордюры, брусчатка — совершенно банально и безо всяких изысков. Отдельная песня — жуткий типовой забор, отделяющий сквер от частного сектора.
Родники Счастья
Находятся на въезде в город Ужур в сорока метрах справа от автодороги Назарово-Ужур. Официальное название источника «Второй родник на реке Ужурка», является памятником природы краевого значения. 22 июля 2011 года состоялось открытие обустроенного родника. Добротно обустроенный источник хорошо видно с дороги, построена купель, заасфальтирована стоянка для автотранспорта, оборудован удобный и безопасный спуск к роднику. Местные жители уверяют, что вода в этих родниках целебная. За водой приезжают не только жители Ужура, но и все, кто проезжает по трассе.
Центральный парк
Расположен на месте ранее существовавшего Парка Железнодорожников по ул. Вокзальная. В настоящее время на территории парка проводится масштабная реконструкция, благоустройство территории.
Набережная реки Ужурки
Расположена по обе стороны моста по ул. Кирова. Здесь всегда чисто, культурно, уютно. Лавочки, питьевой фонтанчик в беседке. С противоположной стороны пешеходный мостик на обустроенную детскую площадку. https://img-fotki.yandex.ru/get/6414/28936993.66/0_114b65_f221c70e_orig
Церковь Евангельских Христиан-Баптистов «Возрождение»
Основательное сооружение, расположенное в центре города по ул. Кирова. https://img-fotki.yandex.ru/get/9503/28936993.67/0_114ba0_c674b46b_orig

## Курорт Учум
В 40 км к юго-западу от Ужура функционирует известный сибирский курорт «Озеро Учум». Расположен непосредственно на берегу озёра Учум, в горной долине, среди живописных восточных острогов Кузнецкого Алатау. Благодаря своей удалённости от крупных промышленных центров и лечебным свойствам озёра пользуется популярностью. Санаторий состоит из четырёх зданий и лечебного корпуса. Также на территории санатория есть столовая и ресторан. Курорт «Учум» осуществляет лечение болезней нервной системы, органов пищеварения, гинекологических и урологических заболеваний, заболеваний кожи и обмена веществ. В номерах есть многофункциональные кровати и пандусы для инвалидов. Опытные специалисты проводят лечебную физкультуру, разнообразные массажи, гидротерапию (куда входит душ Шарко, восходящий и циркулярный душ), ингаляции. Особое диетические питание и лечебные свойства минеральной воды позволяют справиться с язвенной болезнью и гастритом на разных стадиях. К услугам отдыхающих лечение закисью азота и лечебной грязью, гирудотерапия, фитобочки. Помимо всех развлечений имеется лагерь, в котором можно пройти лечение сроком 1 год с последующей выдачей военного билета.

## Спорт в Ужуре
- В 2012 году ужурский спортсмен Паруйр Саакян завоевал звание чемпиона в первенстве мира по самбо среди молодёжи, проходившем в столице Болгарии городе Софии, выступая в весовой категории свыше 87 кг[32].

## Люди, связанные с городом
- Харченко, Александр Корнеевич (1918—1944) — Герой Советского Союза. Жил, учился, работал в Ужуре с 1927 по 1942 год. Его именем названа улица и школа.
- Гребцов, Игорь Григорьевич (1923-2024) – участник Великой Отечественной войны, поэт и писатель.
- Самсонова, Тамара Митрофановна (род. 1947) – серийная убийца.

## Малая Ужурская электрифицированная железная дорога
В Ужуре существовала электрифицированная детская железная дорога, открытая в августе 1951 года. Длина дороги составляла 600 метров. В подвижной состав входили самодельный электровоз ЭД-1 и два деревянных пассажирских вагона, курсировавшие между станциями «Салют» и «Победа».
За всю историю в СССР существовало только три электрифицированные детские железные дороги: ДЖД в парке Горького в Москве, ДЖД в Ужуре и ДЖД в Донецке. Ни одна из них не сохранилась.

В настоящее время действует Детская железная дорога из существовавших при СССР в городе Минске в парке имени Героев Челюскинцев
По воспоминаниям местных жителей, дорога просуществовала до 1990-х годов.